# Mantispa verruculata
Mantispa verruculata is een insect uit de familie van de Mantispidae, die tot de orde netvleugeligen (Neuroptera) behoort. 
Mantispa verruculata is voor het eerst wetenschappelijk beschreven door Navás in 1914.